# Лос фон Ром
„Лос фон Ром“ (превод: Одвојимо се од Рима!) је био пангермански верски покрет у Аустрији с краја 19. и почетком 20. века. Предводник овог покрета је био аустријски политичар Георг фон Шенерер.

## Историја
Јачањем Пруске и уједињењем Немачке 1871. године, у Аустрији се ширио пангермански елеменат. Аустријски политичар Георг фон Шенерер, предвођен пангерманизмом, залагао се за уједињење Аустрије са Немачком, односно за аншлус (припајање) Цислајтаније (аустријског дела Аустроугарске) Немачкој.
Главна препрека таквом аншлусу је била верска различитост између Немачке и Аустрије. Пруска, која је образовала Немачку, била је протестантска земља, док су Хабзбурговци важили за строге и традиционалне римокатолике. Зато је Фон Шенерер основао покрет чији је циљ био да 9 милиона аустроугарских Немаца преобрати из римокатолике у протестанте.
Због укорењене римокатоличке традиције у земљи, а и због све веће политичке популарности римокатолицизма, овај покрет није имао много успеха. Наиме, до 1911. године само око 75.000 Аустријанаца је прешло у протестантску веру.